# Quản lý rủi ro dự án
Quản lý rủi ro dự án là nghệ thuật và khoa học của việc nhận biết, phân tích và phản hồi rủi ro thông qua vòng đời dự án và trong các lợi ích tốt nhất để đạt được các mục tiêu của dự án. Quản lý rủi ro dự án được xem là khía cạnh quan trọng trong việc quản lý dự án và là một trong chín lĩnh vực kiến thức được định nghĩa trong PMBOK. Quản lý rủi ro có thể xem như là một sự kiện hay một hoạt động không thể dự đoán được có thể tác động đến quy trình dự án, kết quả có thể là tích cực hoặc tiêu cực.  Nó có thể tác động tích cực trong việc lựa chọn dự án, định nghĩa quy mô dự án và phát triển lịch trình thực tế và đánh giá được đúng chi phí bỏ ra.
Rủi ro có thể được đánh giá theo 2 nhân tố: tác động và khả năng xảy ra.
Nếu khả năng xảy ra là 1, nó là vấn đề. Điều này có nghĩa rủi ro được tài liệu hóa. Nếu khả năng xảy ra là 0, điều này có nghĩa rủi ro không xảy ra và có thể loại bỏ trong công cụ đăng ký rủi ro.

## Lợi ích của quản lý rủi ro
Quản lý rủi ro giúp giảm thiểu, giám sát và điều khiển tính khả thi hoặc tác động của các sự kiện không dự đoán được hoặc tối đa hóa sự nhân dạng các cơ hội. Theo đó, một số lợi ích chính trong việc quản lý rủi ro phần mềm như sau:
- Dự đoán và phòng tránh được vấn đề
- Ngăn chặn sự bất ngờ xảy ra với các bên liên quan tham gia dự án.
- Nâng cao khả năng dàn xếp.
- Đạt được các cam kết của khách hàng.
- Giảm thiểu sự kéo dài lịch trình phát triển dự án.
- Giảm sự tăng chi phí dự án quá mức.

## Công cụ
Cấu trúc chia nhỏ rủi ro (risk breakdown structure) được xem là một công cụ hữu ích để nhận biết các rủi ro xảy ra đến dự án trong các danh mục khác nhau.

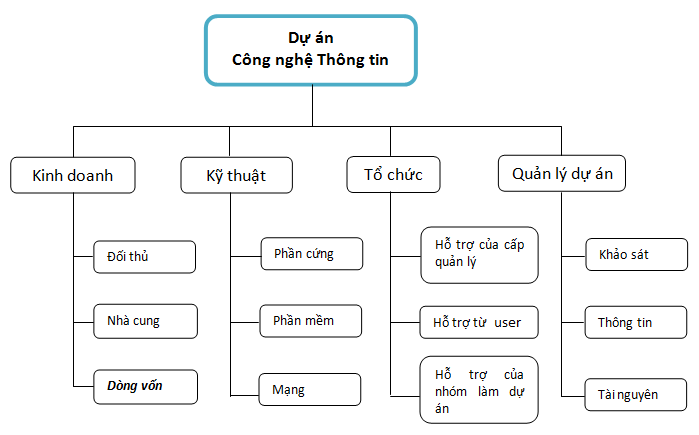
Sơ đồ mẫu về cấu trúc chia nhỏ rủi ro của dự án công nghệ thông tin.

## Chứng chỉ
- PMI Risk Management Professional (PMI-RMP) [4]